# Słoboda (rejon barski)
Słoboda (ukr. Слобода) – osada na Ukrainie, w obwodzie winnickim, w rejonie barskim.